# Patrick Rosenthal
Patrick Rosenthal (* 31. August 1979 in Grevenbroich-Wevelinghoven) ist ein deutscher Sachbuchautor und Blogger.

## Leben
Rosenthal wuchs in Grevenbroich auf und arbeitete als freier Journalist für verschiedene Zeitungen. Heute entwickelt Rosenthal u. a. Kochrezepte für verschiedene Zeitschriften, Bücher und Lebensmittel-Marken.
Rosenthal veröffentlichte zahlreiche Kochbücher mit Rezepten, die sich thematisch an bekannten Serien und Filmen wie Harry Potter, The Witcher, Game of Thrones oder Asterix und Obelix orientieren. Außerdem schreibt er seinen eigenen Food-Blog Patrickrosenthal.de. Sein beim Riva Verlag der Münchner Verlagsgruppe erschienenes Buch Das inoffizielle Harry-Potter-Koch- und Backbuch war die Nummer 9  in der Kategorie Ratgeber/Essen&Trinken der Spiegel-Bestsellerliste. Rosenthal lebt in der Nähe von Fulda.

## Werke
- 2016: Einfach lecker: Süßes, Mini-Kuchen, Desserts, Eis & mehr. Topp Lab, Stuttgart, ISBN 978-3-7724-7920-5
- 2018: Marrakesch – das Marokko-Kochbuch. EMF, München, ISBN 978-3-96093-045-7
- 2019: Lecker mit Lidl: 70 schnelle und günstige Rezepte mit Lidl-Produkten. Riva Verlag, München, ISBN 978-3-7423-1079-8
- 2019: Das inoffizielle Kochbuch zu Game of Thrones: 50 fantastische Gerichte. Riva Verlag, München, ISBN 978-3-7423-1029-3
- 2019: Das inoffizielle Asterix & Obelix Kochbuch: von gegrilltem Wildschwein bis zum berühmten Zaubertrank. Riva Verlag, München, ISBN 978-3-7423-0916-7
- 2020: Süßes oder Saures – das Halloween-Kochbuch: 70 unheimlich leckere Partyrezepte. Riva Verlag, München, ISBN 978-3-7423-1383-6
- 2020: Grill dich schlank: 50 leichte Rezeptideen für Fleisch, Fisch, Gemüse, Salate, Soßen und Desserts. Riva Verlag, München, ISBN 978-3-7423-1254-9
- 2020: Geniale Grillspieße: 90 Rezept- und Buffetideen von klassisch bis exotisch. Riva Verlag, München, ISBN 978-3-7423-1263-1
- 2020: Das inoffizielle The-Witcher-Kochbuch: 50 fantastische Rezepte aus der Welt des Hexers. Riva Verlag, München, ISBN 978-3-7423-1477-2
- 2020: Das inoffizielle Harry-Potter-Koch- und Backbuch: über 100 fantastische Rezepte. Riva Verlag, München, ISBN 978-3-7423-1384-3[8]
- 2021: Watch & Cook: 70 kultige Rezepte aus den beliebtesten Serien. Riva Verlag, München, ISBN 978-3-7423-1479-6
- 2021: Teenie-Kochbuch: Einfach, schnell und superlecker. Riva Verlag, München, ISBN 978-3-7423-1870-1
- 2021: Magische Rezepte aus dem geheimnisvollen Kochbuch. Riva Verlag, München, ISBN 978-3-7423-1772-8
- 2021: Easy vegetarisch grillen: 70 fantastische und kreative Rezepte. Riva Verlag, München, ISBN 978-3-7453-1452-6
- 2021: Dinner for One – Das Kochbuch: 30 Rezepte für Silvester. Riva Verlag, München, ISBN 978-3-7453-1635-3
- 2021: Das inoffizielle Harry Potter Cocktailbuch: 40 magische Rezepte. Riva Verlag, München, ISBN 978-3-7423-1890-9
- 2021: Christmas is a feeling : weihnachtliche Rezepte und Geschichten für die schönste Zeit im Jahr. Riva Verlag, München, ISBN 978-3-7423-1891-6
- 2021: Das ultimative Dating-Kochbuch: zu dir oder zu mir? 50 Rezepte, mit denen du dein Date beeindruckst. Riva Verlag, München ISBN 978-3-7423-1911-1
- 2021: Das inoffizielle Kochbuch zu Bridgerton: 50 skandalös leckere Rezepte für jeden Anlass, Riva Verlag, München, ISBN 978-3-7423-1894-7
- 2021: Der inoffizielle Harry-Potter-Rezept-Adventskalender : 24 zauberhafte Leckereien. Riva Verlag, München, ISBN 978-3-7423-1980-7
- 2022: Weihnachten: Das Backbuch. Riva Verlag, München, ISBN 978-3-7453-1932-3
- 2022: Waldküche. Riva Verlag, München, ISBN 978-3-7423-1864-0
- 2022: Das Party Kochbuch für Teenies : Fingerfood, Snacks, Drinks und mehr. Riva Verlag, München, ISBN 978-3-7423-2192-3
- 2022: Kaiserin Sisi – das Kochbuch. Riva Verlag, München, ISBN 978-3-7423-2106-0
- 2022: Hundekekse von der Backmatte: tierisch gute Rezepte für Hundeleckerlis. Riva Verlag, München, ISBN 978-3-7423-2161-9
- 2022: Das inoffizielle Kochbuch zu Tolkiens Welt: eine kulinarische Reise nach Mittelerde. Riva Verlag, München, ISBN 978-3-7423-1952-4
- 2022: Das Buch für Potter-Fans – Sweets und Candys. Riva Verlag, München, ISBN 978-3-7423-2112-1
- 2023: Vegan für Teenies: Das Kochbuch: Einfach, schnell und superlecker. Riva Verlag, München, ISBN 978-3-7423-2493-1
- 2023: Heimatküche vegan: über 60 Gerichte von Käsespätzle bis Apfelkuchen. Riva Verlag, München, ISBN 978-3-7423-2055-1
- 2023: Easy vegan grillen: 70 leckere und kreative BBQ-Rezepte. Riva Verlag. München, ISBN 978-3-7423-2416-0
- 2023: Easy Feierabendküche: 70 clevere Rezeptideen mit wenig Aufwand. Riva Verlag, München, ISBN 978-3-7423-2243-2
- 2023: Easy Familienküche: Rezeptkarten für jeden Tag. Riva Verlag, München, ISBN 978-3-7423-2426-9
- 2023: Der Rezeptkalender für Potter-Fans 2024: 53 magische Leckereien für jede Woche. Riva Verlag, München, ISBN 978-3-7423-2401-6
- 2023: Bibi & Tina – das Koch- und Backbuch. Riva Verlag, München, ISBN 978-3-7423-2304-0
- 2023: Party Kochbuch für Teenies: Fingerfood, Snacks, Drinks und mehr. Riva Verlag, München, ISBN 978-3-7423-2192-3
- 2023: Die Gönnungs-Diät: Schlank durch schlemmen – warum wir nur mit Genuss dauerhaft abnehmen. Gräfe und Unzer Verlag GmbH, München, ISBN 978-3-8338-9228-8
- 2024: Vegetarisch für Teenies: Das Kochbuch: Einfach, schnell und superlecker. Riva Verlag, München, ISBN 978-3-7423-2399-6
- 2024: Das Kochbuch für die Rauhnächte: Rezepte und Rituale für die zwölf heiligen Nächte. Riva Verlag, München, ISBN 978-3-7423-2715-4
- 2024: Cooking for Christmas: Filmreife Rezeptideen aus den beliebtesten Weihnachts-Movies. Riva Verlag, München, ISBN 978-3-7423-2744-4
- 2024: Der Rezept-Adventskalender für Teenies. Riva Verlag, München, ISBN 978-3-7423-2761-1
- 2024: Schloss Einstein – Das offizielle Koch- und Backbuch: Leckere Rezepte und spannende Geschichten aus dem Internat. Riva Verlag, München, ISBN 978-3-7423-2639-3